# Gwendoline (película)
Gwendoline es una película erótica francesa de 1984 dirigida por Just Jaeckin y protagonizada por Tawny Kitaen y Brent Huff.
Está basada en cómic homónimo The Adventures of Sweet Gwendoline de John Willie.

## Sinopsis
Gwendoline (Tawny Kitaen), acompañada por su buena amiga francesa Beth (Zabou Breitman) y el mercenario Willard (Brent Huff), va a la aventura en la selva y después al desierto para encontrar a su padre, desaparecido durante una expedición científica en búsqueda de una rara mariposa. Encontrarán finalmente el reino subterráneo de Yik-Yak, una sociedad predominantemente femenina conducida por una reina que planea matar a Willard después de copular con el campeón de una pelea de gladiadores donde él es uno de los luchadores.

## Reparto
- Tawny Kitaen: Gwendoline
- Brent Huff: Willard
- Zabou Breitman: Beth
- Bernadette Lafont: la Reina
- Jean Rougerie: D'Arcy